# Wiesław Tuchołka
Wiesław Konstanty Józef Tuchołka herbu Korzbok (ur. 3 maja 1882 w Jaksicach, zm. 5 czerwca 1942 w Warszawie) –  polski ziemianin, powstaniec wielkopolski, polityk, starosta żniński, poseł na Sejm Ustawodawczy w II RP z ramienia Związku Ludowo-Narodowego.

## Życiorys
Maturę zdał w gimnazjum w Wągrowcu. Studiował na uniwersytetach we Wrocławiu, Berlinie i Monachium. Ukończył sześć semestrów prawa.
Posiadał majątek ziemski w Marcinkowie Dolnym i Złotnikach. Był członkiem wydziału prowincjonalnego poznańskiego. Podczas I wojny światowej odbywał służbę w 3 Pułku Artylerii Polnej w Monachium. Po powrocie w rodzinne strony uczestniczył w powstaniu wielkopolskim walcząc z Grenschutzem w powiecie żnińskim. Był prezesem Powiatowej Rady Ludowej w Żninie. W odrodzonej Polsce został w 1919 roku starostą żnińskim. Angażował się w działalność społeczną w kółkach i towarzystwach rolniczych. W 1922 roku został prezesem nowoutworzonej Cukrowni Żnin. Był też wiceprezesem Banku Cukrownictwa i radcą Towarzystwa Ziemian. Należał do Poznańskiego Towarzystwa Przyjaciół Nauk. W 1919 roku uzyskał mandat posła na Sejm Ustawodawczy z listy nr 1 Zjednoczone Stronnictwa Narodowe w okręgu poznańskim okręgu wyborczym nr 1 (pow. Mogilno, Wyrzysk i Bydgoszcz oraz miasta Bydgoszcz, Inowrocław, Strzelno, Witków, Żnin i Szubin). W Sejmie był członkiem komisji aprowizacyjnej. Należał do klubu Związku Sejmowego Ludowo-Narodowego. W 1930 roku został mianowany kawalerem honorowym w Zakonie Maltańskim. W czasie wojny jego majątek został zajęty przez Niemców. Udał się do Warszawy, gdzie zmarł 5 czerwca 1942 roku.

## Życie prywatne
Był synem Władysława Tuchołki i Jadwigi z Zabłockich. Ożenił się z Heleną Eugenią Korytowską, z którą miał trzech synów: Lecha Władysława, Jerzego Jura i profesora Zbigniewa Zbyszka.